# Polnisch-portugiesische Beziehungen
Die polnisch-portugiesischen Beziehungen beschreiben das zwischenstaatliche Verhältnis zwischen Polen und Portugal. Die Länder unterhalten seit 1923 diplomatische Beziehungen.
Historisch verbindet die zwei Länder u. a. die Zuflucht polnischer Exilanten in Portugal während des Zweiten Weltkriegs und die Präsenz portugiesischer Literatur in Polen seit dem 16. Jahrhundert. Heute sind beide Staaten vor allem Partner in der EU, der NATO, der OSZE, im Europarat, der OECD und in einer Reihe weiterer internationaler Organisationen wie den verschiedenen UN-Organisationen. Zudem sind eine Reihe Kommunen beider Länder partnerschaftlich verbunden.
Beide Länder sind klassische Auswanderungsländer mit weltweit verbreiteter Diaspora. Sie sind zudem beide katholisch geprägt und teilen eine verbreitete Marienverehrung, die sich in den Wallfahrtsorten Tschenstochau in Polen und Fátima in Portugal zeigt.
Im Jahr 2015 waren 1.576 polnische Staatsbürger in Portugal gemeldet. In jedem portugiesischen Verwaltungsdistrikt leben Polen, mit 663 die meisten im Distrikt Lissabon, während im Distrikt Guarda nur drei Polen gemeldet sind. Die Summe der Rücküberweisungen aus Portugal nach Polen betrug 4,22 Mio. € im Jahr 2016 (2015: 6,24 Mio.; 2013: 6,66 Mio.; 2010: 2,52 Mio.; 2005: 2,16 Mio.; 2000: 0,53 Mio.).
Im Jahr 2014 waren 799 portugiesische Staatsbürger konsularisch in Polen registriert (2010: 499; 2008: 416). Sie überwiesen 0,21 Mio. € im Jahr 2016 zurück nach Portugal (2015: 0,17; 2013: 3,17 Mio.; 2010: 2,13 Mio.; 2005: 0,29; 2000: 0,15).

## Geschichte

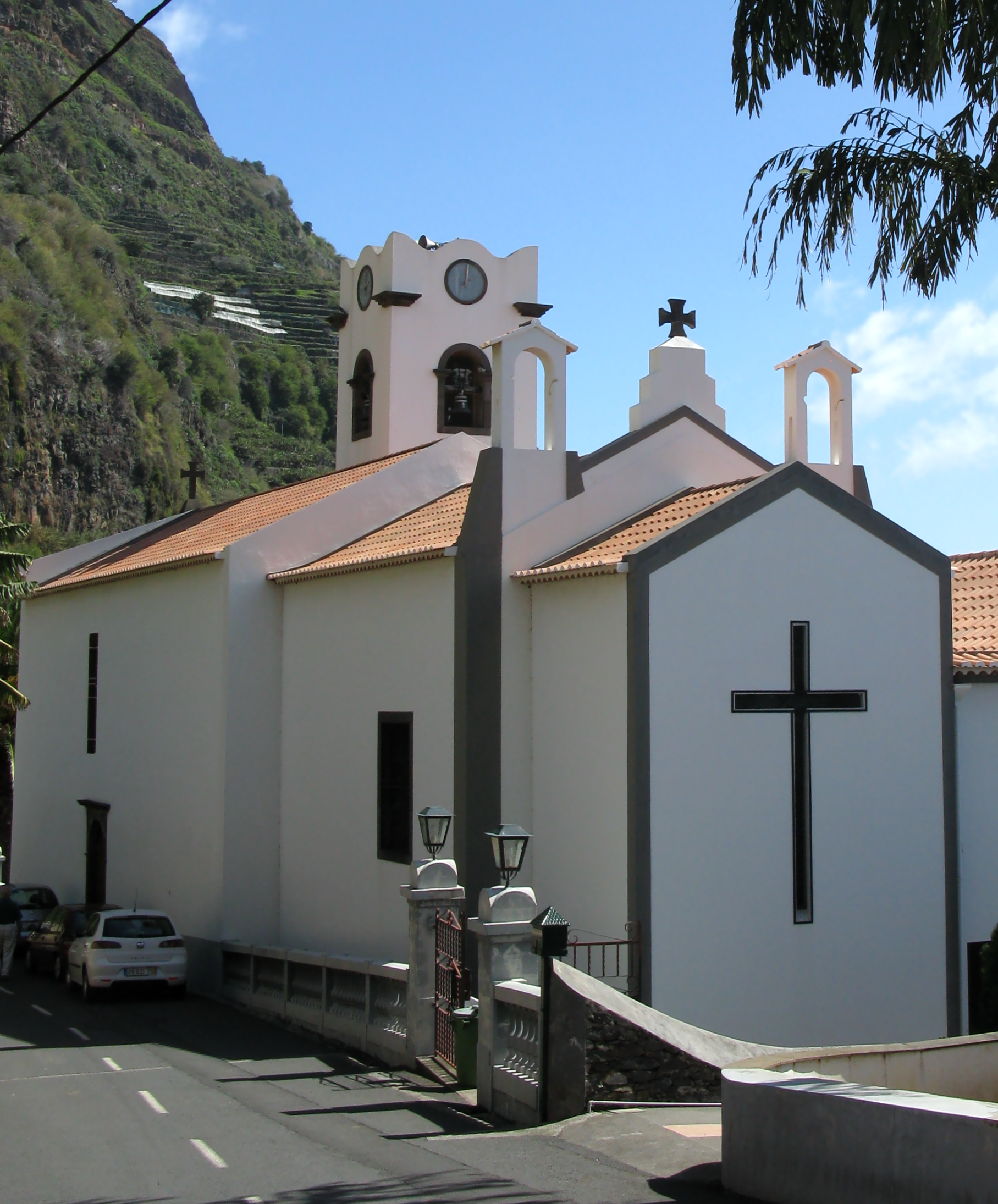
Die Kirche in Madalena do Mar, wo der polnische König Władysław III. aus dem 15. Jahrhundert bestattet sein soll

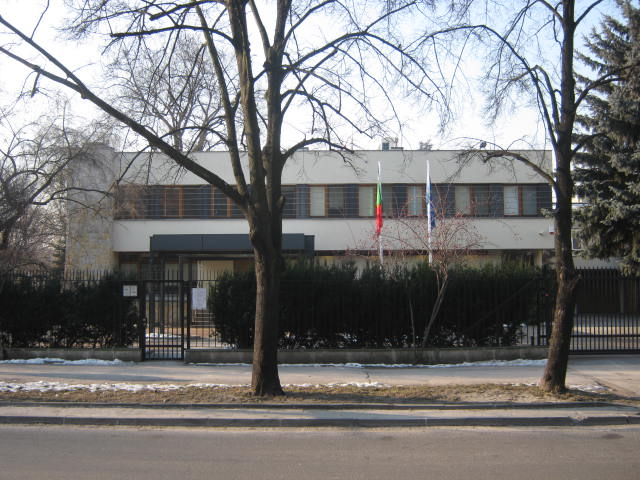
Die portugiesische Botschaft in Warschau

Einer Legende nach soll der polnische König Władysław III. in der Schlacht bei Warna am 10. November 1444 nicht gefallen, sondern unerkannt entkommen sein, bis er sich unter dem Namen Henrique Alemão auf der portugiesischen Insel Madeira niedergelassen haben soll. Dieser Legende nach gründete Władysław dort im Jahr 1457 den heutigen Ort Madalena do Mar und soll in einer kleinen Kirche dort bestattet liegen.

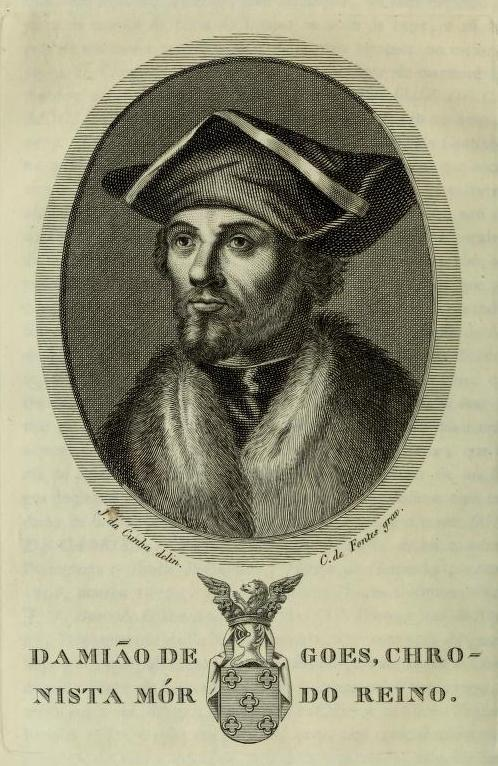
Damião de Góis war um 1530 vermutlich der erste portugiesische Diplomat in Polen

Der deutsch-polnische Astronom Nikolaus Kopernikus war während seiner Zeit in Padua vermutlich mit dem portugiesischen Humanisten und Poeten Henrique Caiado (1470–1509) zusammengetroffen, von dem Kopernikus auch einige Lyrikbände besaß.
Damião de Góis bereiste Polen 1529 und 1531, wo er am polnischen Hofe Sigismund I. portugiesischer Geschäftsträger war.
Mindestens eine erneute portugiesische Vertretung in Polen bestand mit dem Diplomaten Francisco Pereira da Silva um 1685.
Im Allianzvertrag der drei Schwarzen Adler 1732 wurde der als Militärheld gefeierte Infant Manuel, Graf von Ourém und Bruder des Königs D. João V., als Kandidat für die polnische Königswahl gehandelt, jedoch brach stattdessen der Polnische Thronfolgekrieg aus und verhinderte den Plan.
Im Verlauf der Napoleonischen Invasionen Anfang des 19. Jahrhunderts trafen auch Truppen des Herzogtum Warschau auf französischer Seite auf britisch-portugiesische Armeen, insbesondere in der Schlacht bei La Albuera 1811.
Nach der erneuerten Unabhängigkeit Polens 1918 akkreditierte sich am 5. Juli 1923 Vasco Francisco Caetano de Quevedo als erster Botschafter Portugals in der Zweiten Polnischen Republik.
Durch den deutschen Überfall auf Polen 1939 wurden die bilateralen Beziehungen unterbrochen. Intellektuelle, Militärs und andere Bürger Polens gingen danach zu hunderttausenden in den Untergrund oder suchten im Ausland Zuflucht. Eine Reihe von ihnen kam so auch ins neutrale Portugal, besonders nach Estoril.
Erst nach der portugiesischen Nelkenrevolution am 25. April 1974 und dem folgenden Ende des antikommunistischen Estado Novo-Regimes nahmen die portugiesische Republik und die sozialistische Volksrepublik Polen am 11. Juli 1974 ihre diplomatischen Beziehungen erneut auf.
Der aus Polen stammende Papst Johannes Paul II. besuchte dreimal den portugiesischen Wallfahrtsort Fátima.
1999 wurde Polen im Zuge der NATO-Osterweiterung in die NATO aufgenommen, deren Gründungsmitglied Portugal 1949 war.
Nachdem Portugal bereits 1986 der EWG (heute EU) beigetreten war, wurde Polen 2004 EU-Mitglied.
Es folgten eine Vielzahl gegenseitige Staatsbesuche. Der 2010 verstorbene polnische Präsident Lech Kaczyński etwa besuchte 2007 Portugal, 2008 kam der portugiesische Präsident Cavaco Silva zum Gegenbesuch.
Beim Besuch polnischer Parlamentarier (u. a. Adam Gawęda) im Sommer 2018 besuchten sie auch den Kreis Cascais, zu dem Estoril gehört. Ein Höhepunkt ihrer Visite war der Besuch der Statue des polnischen Widerstandskämpfers Jan Karski in der Ortsmitte von Estoril, zudem wurde im Rathaus von Cascais der polnischen Exilanten dort während der Besatzung Polens durch Nazideutschland (1939–1945) gedacht.

## Diplomatie
Portugal unterhält eine Botschaft in der polnischen Hauptstadt Warschau. Portugiesische Konsulate darüber hinaus bestehen in Polen keine.
Polen führt eine Botschaft in Portugals Hauptstadt Lissabon, in der Avenida das Descobertas in der Stadtgemeinde São Francisco Xavier. In Porto und in Albufeira an der Algarve bestehen zudem polnische Honorarkonsulate.

## Städtepartnerschaften
Zehn Orte beider Länder sind im Rahmen von Gemeindepartnerschaften oder europäischen Vereinigungen partnerschaftlich verbunden oder streben dies an (Stand 2013).
Seit Mitte der 1990er Jahre sind Kommunen beider Länder Beziehungen eingegangen.

### Literatur

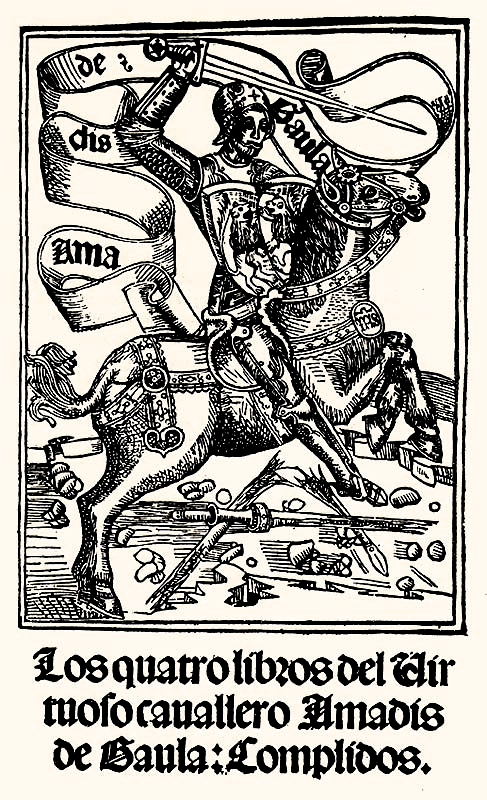
Auch in Polen weit verbreitet: die über Kastilien bekannt gewordenen Ritteromane um Amadis de Gaula, von denen zumindest die ersten drei Bände ursprünglich auf den portugiesischen Autor Vasco de Lobeira zurückgehen

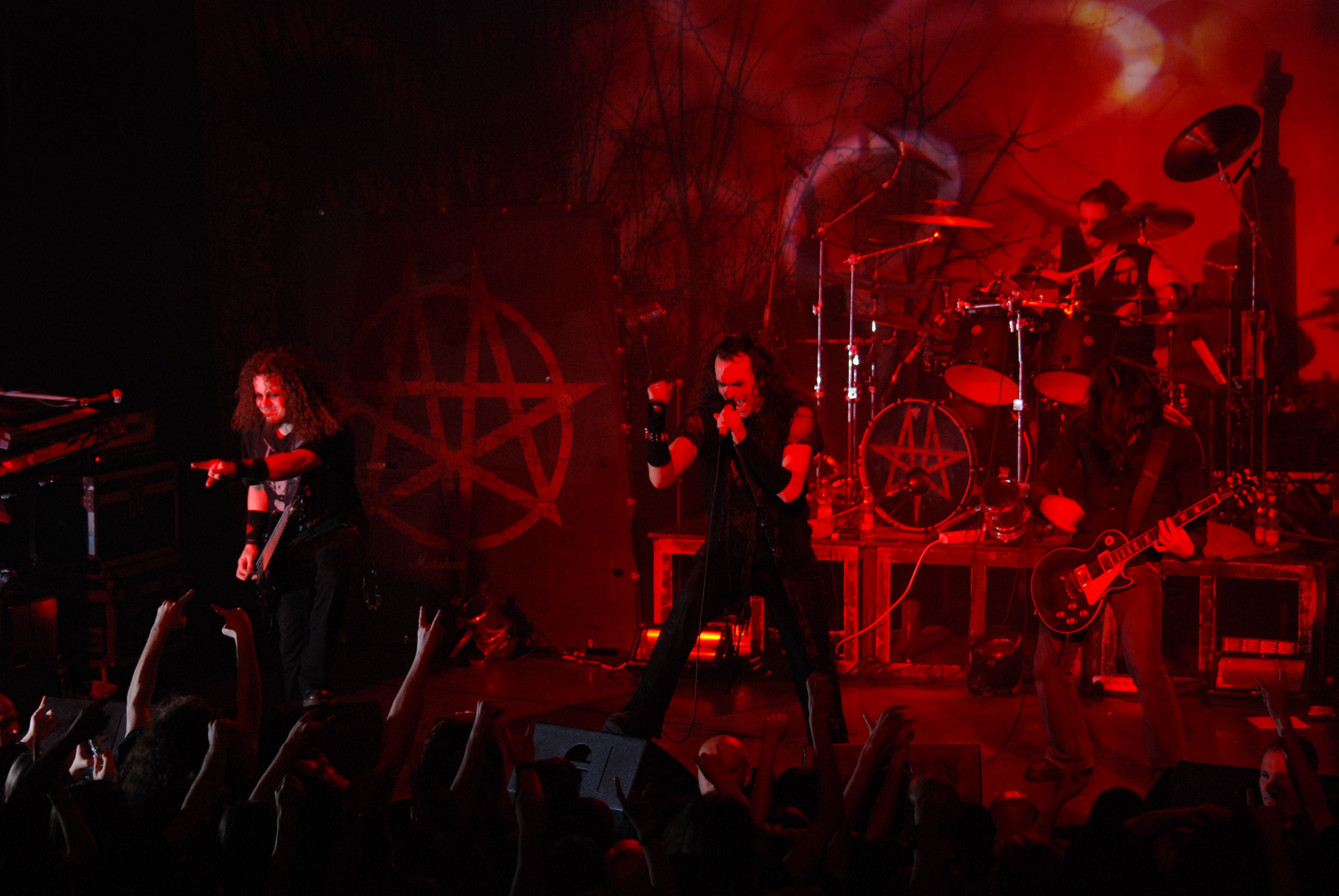
Auftritt der Gruppe Moonspell in Krakau (2007)

## Kultur

### Institutionen
Das portugiesische Kulturinstitut Instituto Camões ist in Polen u. a. mit einem Sprachzentrum in Lublin, einem Lehrstuhl an der Universität Krakau und mit Lektoraten an verschiedenen polnischen Hochschulen vertreten.

### Musik
Der polnische Dirigent Sebastian Perłowski leitete mehrmals das Orquestra Metropolitana de Lisboa, mindestens seit 2016. Zuletzt wurde das sofort ausverkaufte Neujahrskonzert im Centro Cultural de Belém am 1. Januar 2020 medial breit angekündigt.
Die portugiesische Heavy-Metal-Formation Moonspell trat mehrfach in Polen auf, insbesondere auf Festivals.

### Film
Das Polnische Kino ist regelmäßig auf portugiesischen Filmfestivals vertreten. So gewann der polnische Regisseur Marcel Łoziński 1993 bei der ersten Ausgabe des wichtigsten Kurzfilmfestivals in Portugal, den Curtas Vila do Conde, den Preis für den besten Dokumentarfilm. Zuletzt gewann Agnieszka Smoczyńskas Film Sirenengesang beim Fantasporto-Filmfestival 2016.
Auch Schaffende des Portugiesischen Films sind regelmäßig bei polnischen Festivals präsent und gewinnen dort gelegentlich Preise. Der portugiesische Kameramann Eduardo Serra etwa wurde mehrmals beim Camerimage-Filmfestival in Toruń ausgezeichnet.
Der polnische Regisseur Andrzej Jakimowski drehte seinen prämierten Film „Imagine“ 2012 in Lissabon.
Seinen letzten Film drehte der 2016 verstorbene polnische Regisseur Andrzej Żuławski in Portugal. Die prämierte französisch-portugiesische Produktion Cosmos wurde 2015 von Paulo Branco produziert und zählte auch mit portugiesischen Darstellern (vor allem Victória Guerra).
Der polnische Schauspieler Piotr Adamczyk spielte im portugiesischen Kriminaldrama Second Life (2009) die Hauptrolle.
Für Fernando Lopes Film Fluchtpunkt (1993) lieferte der polnische Filmkomponist Zbigniew Preisner die Filmmusik.
In der polnisch-portugiesisch-spanisch-ungarischen Produktion Laços de Sangue spielte der polnische Schauspieler Daniel Olbrychski die männliche Hauptrolle. Der Film lief unter seinem polnischen Titel Wiezy krwi danach auch in Polen.
Im französisch-deutsch-portugiesischen Film Amok (1993) spielte der polnische Schauspieler Andrzej Seweryn die männliche Hauptrolle und stand neben portugiesischen Schauspielern wie Joaquim de Almeida, António Victorino de Almeida und Henrique Viana vor der Kamera.
Der Foto- und Videokünstler Daniel Blaufuks wurde 1963 in Lissabon geboren, als Sohn polnischer Exilanten, die in den 1930ern vor den Nazis nach Portugal geflohen waren. Er drehte auch einige Kurz- und Dokumentarfilme.

## Wirtschaft

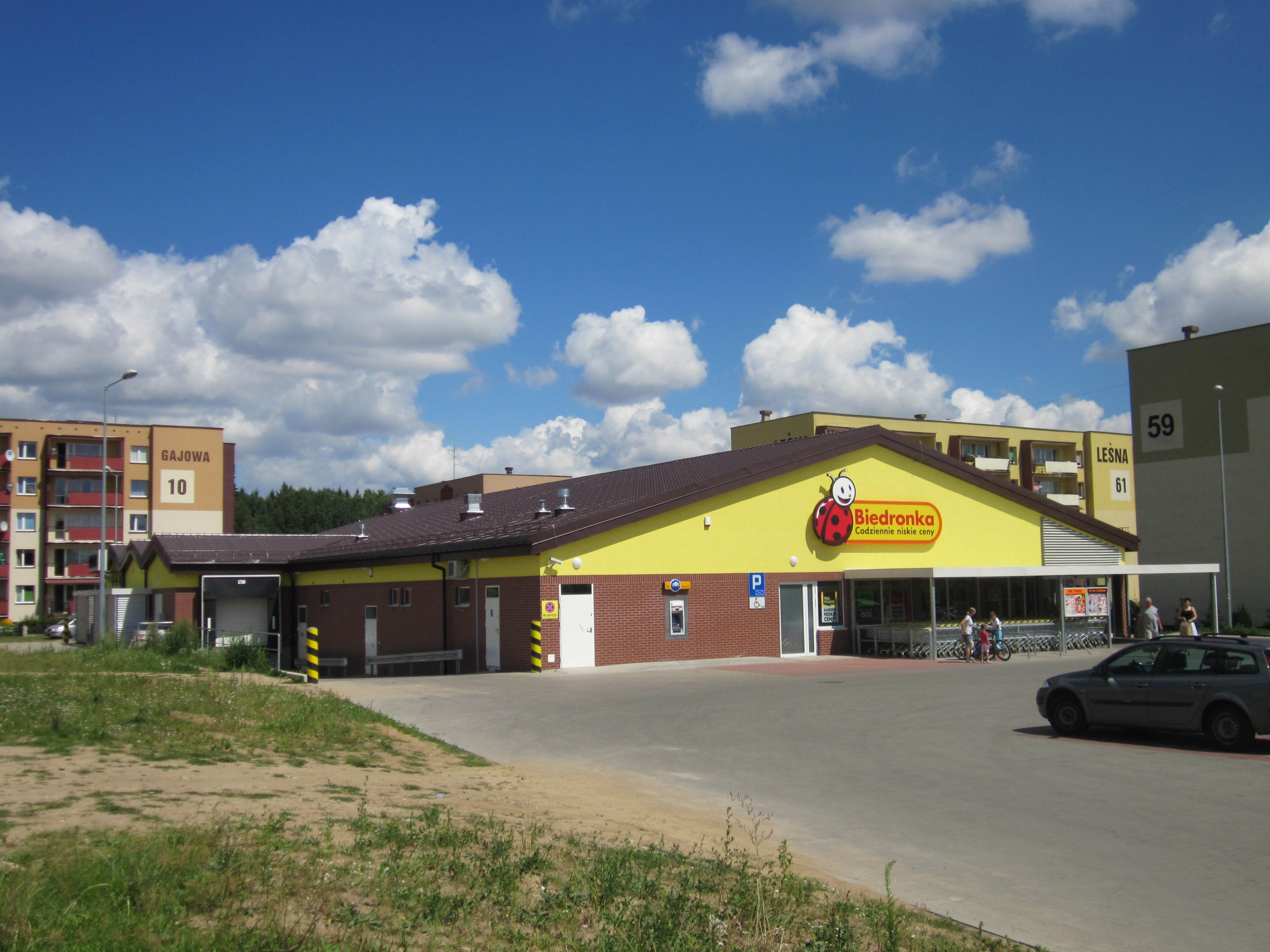
Biedronka-Filiale in Mońki

Im Rahmen der marktwirtschaftlichen Öffnung der polnischen Wirtschaft nach dem Mauerfall 1989 investierten auch portugiesische Unternehmen in Polen. Bekanntestes Beispiel dürfte die Übernahme der größten polnischen Supermarktkette Biedronka durch die portugiesische Unternehmensgruppe Jerónimo Martins im Jahr 1998 sein. Zu den weiteren Beispielen zählt die Mota-Engil Central Europe SA, die in Krakau ansässige polnische Tochter des portugiesischen Baukonzerns Mota-Engil, die in Polen, Tschechien, der Slowakei, Ungarn und Rumänien tätig ist.
Die portugiesische Außenhandelskammer AICEP unterhält eine Niederlassung an der portugiesischen Botschaft in Polens Hauptstadt Warschau.
Im Jahr 2016 exportierte Portugal Waren und Dienstleistungen im Wert von 714,1 Mio. Euro nach Polen (2015: 689,0 Mio.; 2014: 575,5 Mio.; 2013: 531,9 Mio.; 2012: 489,2 Mio.). Waren machten dabei 575,7 Mio. Euro aus, davon 23,4 % Maschinen und Geräte, 12,9 % landwirtschaftliche Erzeugnisse, 11,9 % Papier und Zellulose, 9,4 % Fahrzeuge und Fahrzeugteile, 8,2 % Kunststoffe und 6,5 % Nahrungsmittel.
Im gleichen Zeitraum lieferte Polen Waren und Dienstleistungen im Wert von 775,0 Mio. Euro an Portugal (2015: 618,0 Mio.; 2014: 566,6 Mio.; 2013: 456,1 Mio.; 2012: 436,5 Mio.). Unter dem Warenanteil von 729,5 Mio. Euro waren 28,4 % Maschinen und Geräte, 14,5 % Fahrzeuge und Fahrzeugteile, 8,6 % landwirtschaftliche Erzeugnisse, 8,1 % chemisch-pharmazeutische Produkte, 4,5 % Metallwaren und 3,8 % Kunststoffe.
Damit stand Polen für den portugiesischen Außenhandel mit Waren an 12. Stelle als Abnehmer und an 13. Stelle als Lieferant, im polnischen Waren-Außenhandel rangierte Portugal damit an 31. Stelle als Abnehmer und an 40. Stelle als Lieferant.

## Sport

### Fußball

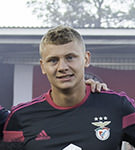
Paweł Dawidowicz im Trikot von Benfica Lissabon (2015)

Die polnische Fußballnationalmannschaft und die portugiesische Nationalelf haben bisher elf Mal gegeneinander gespielt (Stand Juli 2017). Vier portugiesischen Siegen stehen drei polnische Siege gegenüber, viermal trennte man sich Unentschieden. Erstmals trafen sie am 16. Oktober 1976 aufeinander, in der Qualifikation zur WM 1978 unterlag Portugal den Polen zuhause in Porto mit 0:2.
Die polnische Frauenauswahl spielte bisher viermal gegen Portugals Frauen, die dreimal siegreich blieben, einmal gewannen die Polinnen (Stand Juli 2017). Erstmals trafen sie am 7. März 2008 beim Algarve-Cup 2008 aufeinander, das Spiel endete 3:1 für Portugal.

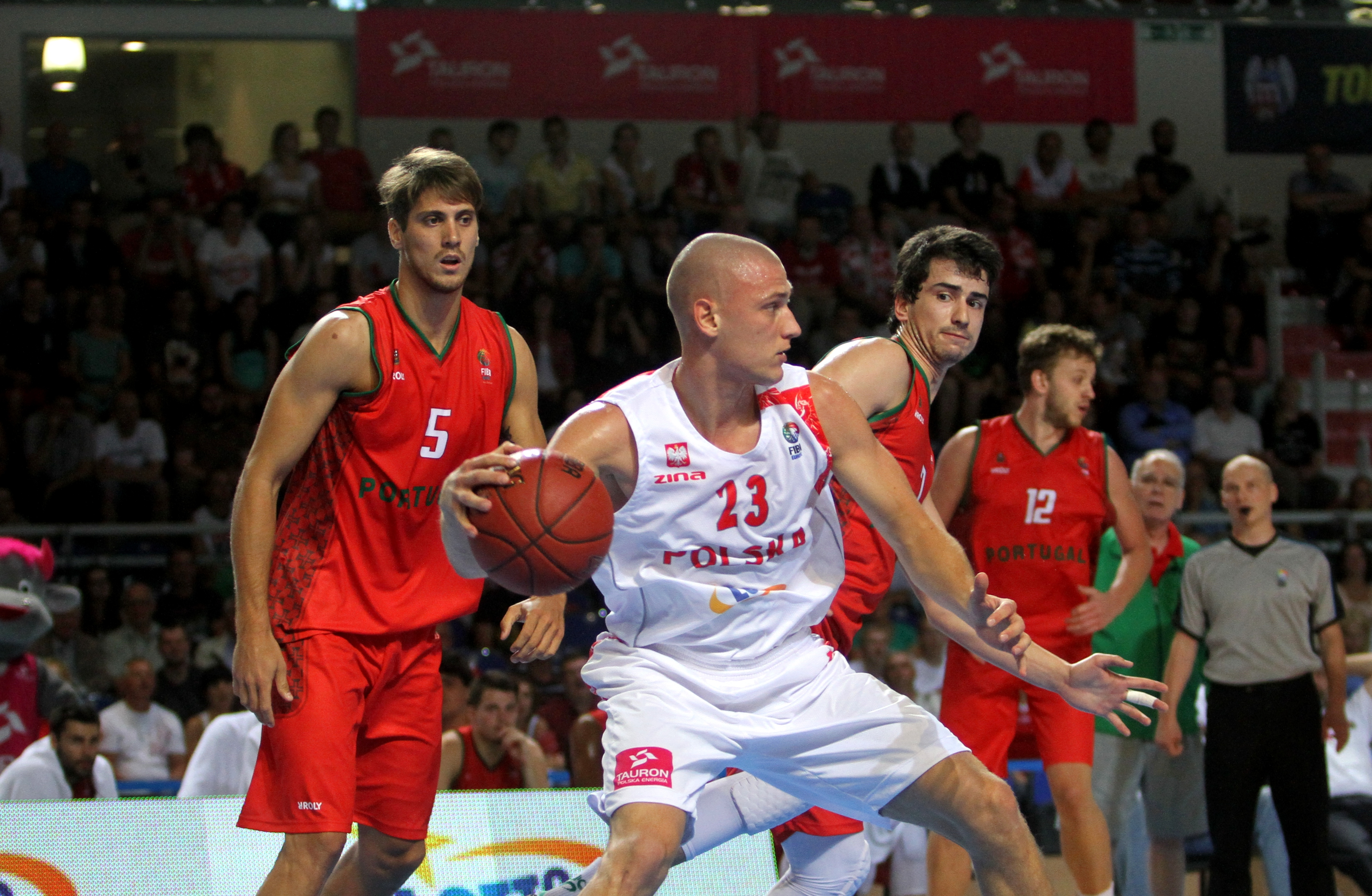
Szene im Spiel Polen-Portugal beim Toruń Basket Cup, August 2014

Immer wieder spielen polnische Spieler auch für portugiesische Klubs, etwa Nationaltorwart Józef Młynarczyk, der seine Karriere 1989 beim FC Porto beendete. Auch Nationalspieler wie Dariusz Adamczuk, Paweł Dawidowicz, Przemysław Kaźmierczak, Andrzej Juskowiak, Rafał Grzelak, Grzegorz Mielcarski, Marek Saganowski, Mateusz Zachara, Bartłomiej Wdowik oder Adam Dźwigała traten für portugiesische Teams an.

### Basketball
Im Basketball traf die portugiesische Basketballnationalmannschaft in der polnischen Stadt Toruń beim Toruń Basket Cup Anfang August 2014 auf die polnische Gastmannschaft. Polen gewann das Spiel mit 87:65.
Portugal richtete bisher noch keine Basketball-Europameisterschaft aus (Stand 2016), während Polen bereits mehrmals Gastgeber war. Portugal war jedoch weder in 1963 noch 2009 qualifiziert.
Auch bei der Basketball-Europameisterschaft der Damen 2011 in Polen war Portugal nicht dabei.

### Andere
Die neunköpfige portugiesische Stickfighting-Auswahl war bei der Europameisterschaft 2017 in Krakau vertreten, u. a. mit dem mehrmaligen Welt- und Europameister Carlos dos Santos. In Portugal wird Stickfighting (dt.: Stockfechten) als Jogo do pau praktiziert.
Die polnische Eishockeynationalmannschaft und die portugiesische Eishockeyauswahl haben bisher noch nicht gegeneinander gespielt (Stand Juli 2017).
Der polnische Schachspieler Krzysztof Jakubowski gewann 2017 die elfte Ausgabe der Torneio Internacional de Xadrez da Figueira da Foz, ein internationales Schachturnier im portugiesischen Seebad Figueira da Foz.
Seit 2022 spielt der polnische Handball-Nationalspieler Patryk Walczak für den portugiesischen Klub Sporting Lissabon.
Der polnische Volleyballspieler Władysław Kustra beendete seine Zeit als aktiver Spieler 1990 beim portugiesischen Klub SC Espinho, wo er seit 1985 unter Vertrag stand und 1985 und 1987 portugiesischer Meister wurde. Danach wurde er Trainer des Esmoriz Ginásio Clube.